# 江蘇龍皇帝亜籃球倶楽部
江蘇龍皇帝亜籃球倶楽部（こうそりゅうこうていあらんきゅうくらぶ、簡：江苏龙肯帝亚篮球俱乐部、英：Jiangsu Dragons Kentier Basketball Club）は、中華人民共和国・江蘇省南京を本拠地とするプロバスケットボールチームである。中国プロバスケットボールリーグ（CBA）所属。日本語では「江蘇ドラゴンズ」とも呼ばれる。

## 歴史
前身は江蘇省バスケットボールチームで、1960年代末に下放政策の影響で南京鋼鉄集団に移籍。その後、1995年に江蘇誠怡大業チーム（江苏诚怡（大业）队）としてCBAに参加。1996年に龍をマスコットとしチーム名を江蘇龍南鋼チーム（江苏龙南钢队）に変更。
2004-05シーズンは南地区1位でプレーオフに進み、ファイナルまで駒を進めた。しかし広東サザンタイガースを前に2勝3敗で準優勝に終わった。
2015年より南鋼集団と皇帝亜集団が提携し、江蘇龍皇帝亜籃球倶楽部（江苏龙肯帝亚篮球俱乐部）と改称。

## 歴代ヘッドコーチ
- 胡衛東